# Ty i tylko ty (utwór Golec uOrkiestra)
Ty i tylko ty – ósmy utwór zespołu Golec uOrkiestra na albumie Golec uOrkiestra 2, wydany w 2000 roku.
Singel był notowany na listach przebojów Programu Trzeciego (28. miejsce) oraz POPLiście (8. miejsce). W 2013 roku singel znalazł się na płycie The Best of Golec uOrkiestra - wydanej z okazji 15-lecia istnienia zespołu. Cover utworu wykonała Urszula Szocik.